# Aberaeron
Aberaeron ist eine Küstenstadt in Ceredigion, Wales und Verwaltungssitz der Principal Area Ceredigion. Sie liegt zwischen den Orten Aberystwyth und Cardigan. Die Bevölkerung betrug 2011 nach den Ergebnissen der Volkszählung 1422 Personen. Der Name des Ortes leitet sich vom Walisischen Aber Aeron her und bedeutet Mündung des Flusses Aeron. In den Namen von Stadt und Fluss ist möglicherweise das mittelalterliche walisische Wort aer (Schlacht?) enthalten, das sich u. U. auch in den örtlichen Namen keltischer Götter finden lässt.

## Geografie
Der Ort liegt auf beiden Seiten der Flussmündung des Aeron und erstreckt sich darüber hinaus auch entlang der Küste. Die Strände sind im Allgemeinen steil und steinig, Sandflächen werden nur bei Niedrigwasser sichtbar. Die Siedlung liegt in flachem Gelände, das während der letzten Eiszeit entstand.
Das Klima ist mild und gemäßigt, es wird vor allem durch das hier recht flache Meer beeinflusst. Im Winter kann es zu Frost kommen, wenn durch das Tal des Aeron kalte Luft aus den höheren Landesteilen zur Küste strömt.

## Geschichte und Lage
Der Name Aberaeron erscheint zuerst 1566 in Unterlagen und ist ab 1801 auf Karten eingetragen. Der moderne Entwurf der Stadt stammt von Rev. Alban Thomas Gwynne aus dem Jahr 1805. Als wesentliche Elemente beinhaltete er einen für die Bauzeit modernen Hafen, der auch Werftanlagen und einen zentralen Hauptplatz, den heutigen Alban Square, umfasste. Er ist für das ländliche Wales ungewöhnlich und nahezu vollständig von Häusern im Regency-Stil umgeben. Dieser Baustil beherrscht ebenfalls den Bereich des Hafens. Viele der Häuser sind Werke des Architekten Edward Haycock aus Shrewsbury. Eines dieser Häuser in der Nähe des inneren Hafens wurde 1970 als Motiv für eine Briefmarke der britischen Post ausgewählt und erlangte so eine größere Berühmtheit.
Der Hafen war nach seiner endgültigen Fertigstellung 1816 recht erfolgreich und während des ganzen 19. Jahrhundert in Betrieb. Es entwickelte sich eine Vielzahl kleinerer Betriebe, die hauptsächlich als Zulieferer für den Schiffbau tätig waren. Schiffe wurden bis 1884 gebaut; bis 1920 nutzte die kommerzielle Seefahrt den Hafen, danach entwickelte er sich zu einem kleinen tideabhängigen Hafen für die Sportschifffahrt. Einen größeren Betrieb zur Verarbeitung von Wolle gab es noch bis 1950.
In den 1880er Jahren baute man eine kleine handbetriebene Seilbahn, den Aeron Express, um Arbeiter über den Hafen zu transportieren. Sie war bis in die 1920er Jahre in Betrieb.

## Burg Cadwgan
Die heute nicht mehr sichtbare Burg Castell Cadwgan wurde wahrscheinlich 1148 als ringförmige hölzerne Befestigungsanlage gebaut. Die Burg lag direkt an der Küste im Norden des heutigen Ortes; die letzten Reste wurden bereits im frühen 18. Jahrhundert vom Meer weggespült. Ihr Bau wird häufig Cadwgan ap Bleddyn zugeschrieben, auch wenn bis heute kaum belegbare Informationen zum Bauherren und zum Zweck der Burg vorliegen.

## Politik und Wirtschaft
Als recht junge Siedlung erhielt Aberaeron nie den Status eines Boroughs, wurde aber ab 1892 zu einem urban district. Dieser Status galt bis zur Verwaltungsreform von 1974.
Der Ort lebt als Seebad vorwiegend vom Tourismus. Eine weitere wichtige Rolle für die örtliche Wirtschaft spielen die Einrichtungen der Verwaltung der Principal Area.

## Kultur
60 % der Einwohner können Walisisch sprechen.
Jährlich findet Anfang August ein Karnevalsfest statt. Der Umzug beginnt traditionell am Hafen und endet in der Ortsmitte am Alban Square. Ebenfalls im Sommer wird jährlich das „Aberaeron Festival of Welsh Ponies and Cobs“ der Züchtervereinigung der örtlichen Pferderasse Welsh Pony veranstaltet. Auf dem Festival 2005 wurde der Stadt eine lebensgroße Statue eines Welsh-Cob-Hengstes des Bildhauers David Mayer gestiftet.
Durch den örtlichen Autor David N. Thomas sind die Verbindungen von Dylan Thomas mit den Orten Aberaeron, New Quay und Talsarn umfangreich dargestellt worden.

## Verkehrsanbindung
Die Fernstraße A487 von Cardigan nach Aberystwyth durchquert den Ort. Es gibt einen Anschluss zur A482 die nach Südwesten bis zur Universitätsstadt Lampeter führt.
Linienbusse verbinden den Ort mit Aberystwyth, Lampeter, Cardigan, Carmarthen, Cardiff, Aberporth, New Quay, und Swansea.
Eine 1911 eröffnete Bahnverbindung gab es bis 1951 für Passagiere und bis 1965 für Güterverkehr.

## Persönlichkeiten des Ortes
- Ron Davies, Fotograf
- Sir Geraint Evans, Opernsänger, lebte über 30 Jahre im Ort
- Joshua Tarling (* 2002), Radsportler

## Fotos

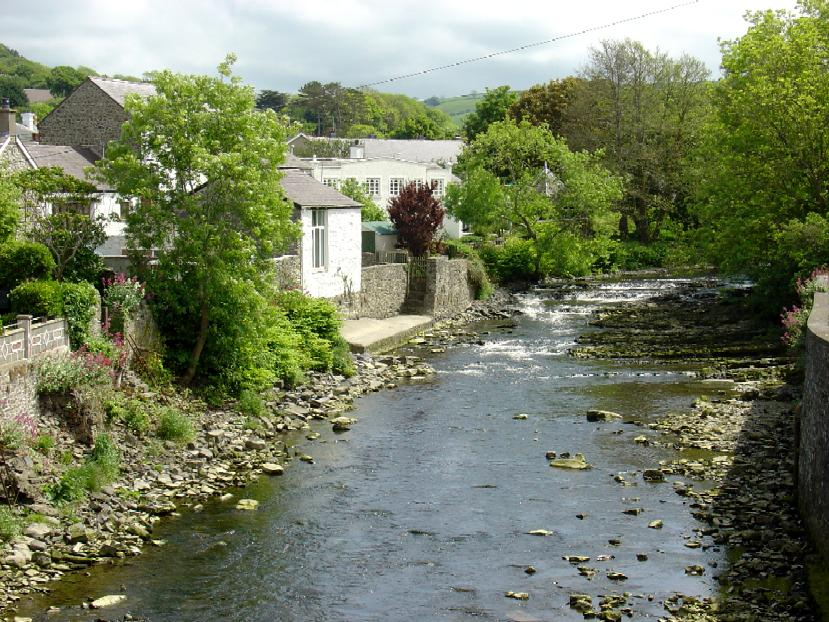
Der Fluss Aeron
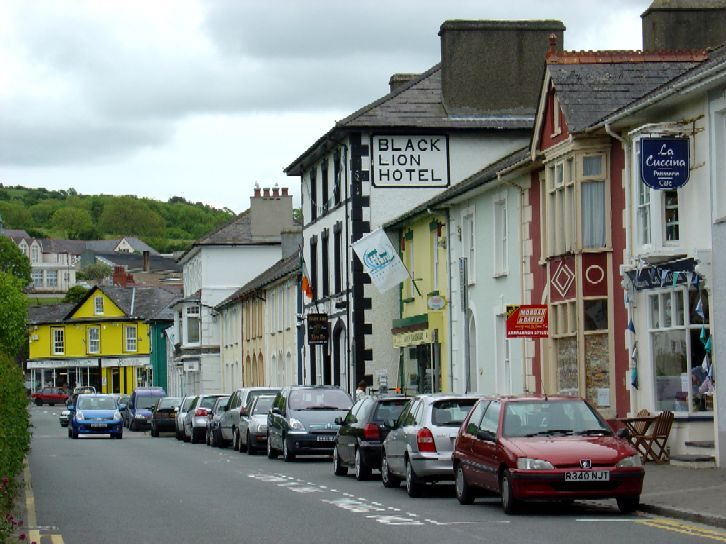
Hotel Black Lion
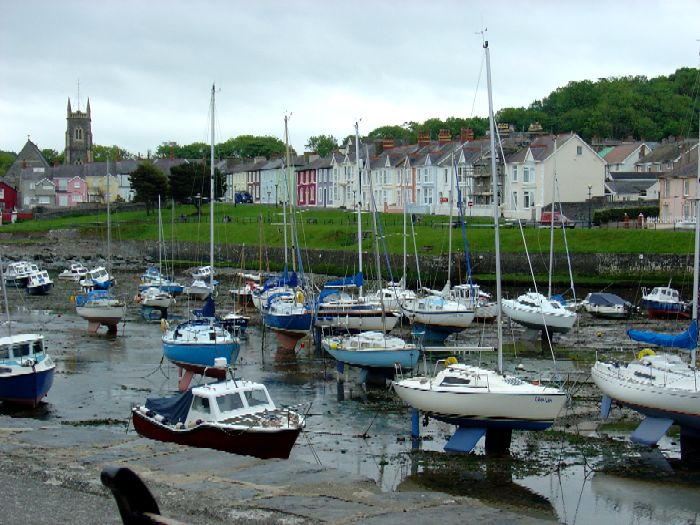
Hafen bei Niedrigwasser
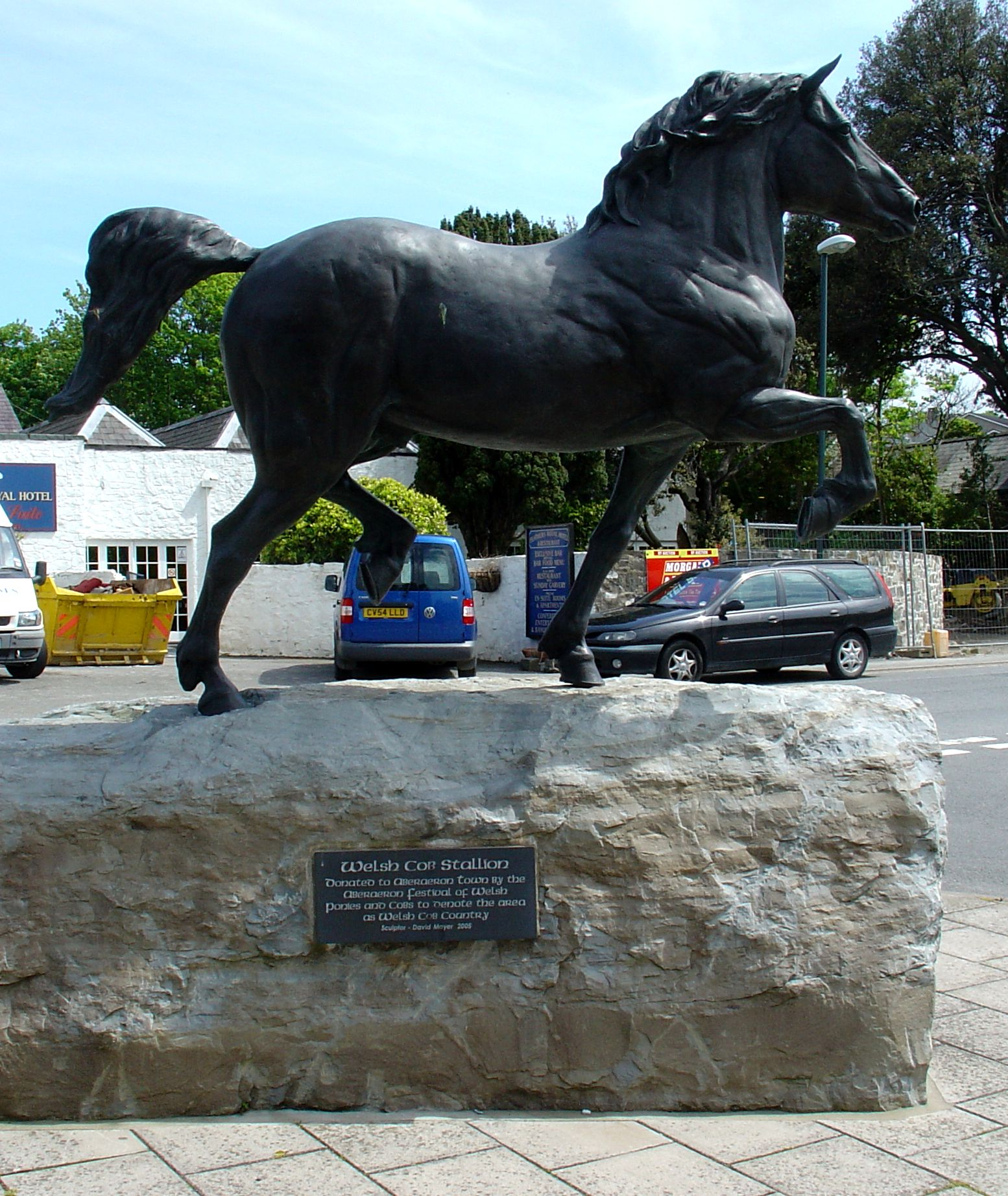
Die Welsh-Cob-Statue
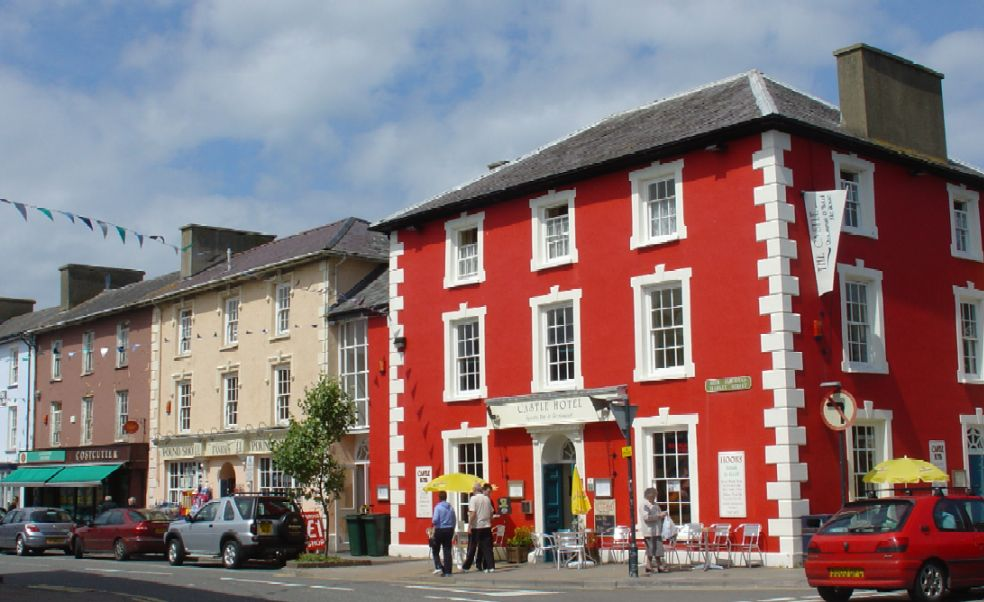
Castle Hotel und Market Street
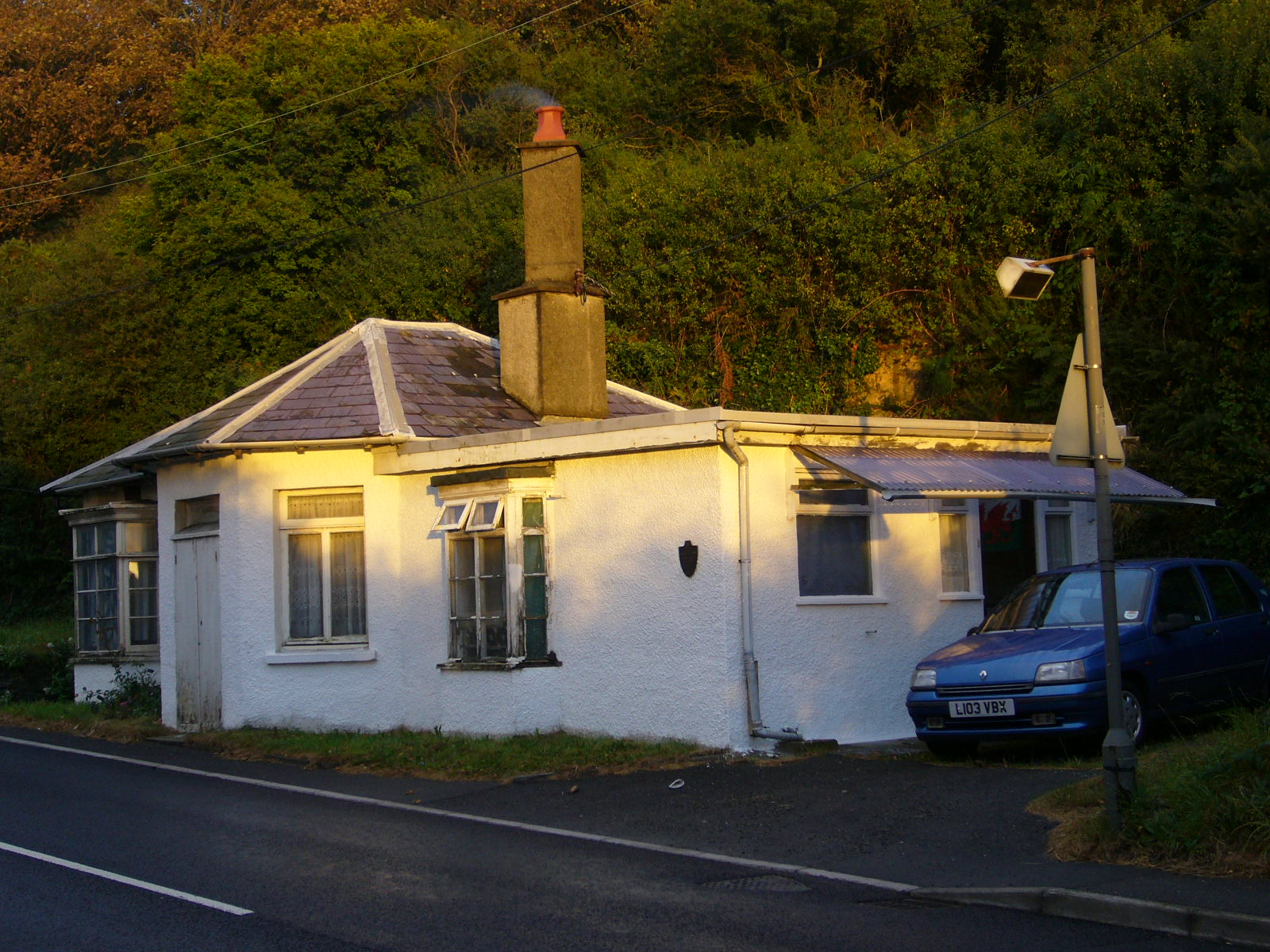
Ehemaliges Zollhaus Northgate von 1785